# Diocese de Celaya
A Diocese de Celaya (em latim: Dioecesis Celayensis) é uma diocese da Igreja Católica localizada no município de Celaya, no estado de Guanajuato, pertencente a Arquidiocese de León no México. Foi fundada em 13 de outubro de 1973 pelo Papa Paulo VI. Com uma população católica de 1.679.000 habitantes, sendo 92,5% da população total, possui 85 paróquias com dados de 2021.

## História
Em 13 de outubro de 1973 o Papa Paulo VI cria a Diocese de Celaya através dos territórios da Diocese de León e da Arquidiocese de Morelia. Em 1988 a de Diocese de Celaya tem sua província eclesiástica alterada, passando de Morelia para San Luis Potosi. Ainda em 1988 a Diocese de Celaya perde território para a Arquidiocese de San Luis Potosí. Em 2006 a diocese tem novamente sua província eclesiástica alterada, passando de San Luis Potosi para León.

## Lista de bispos
A seguir uma lista de bispos desde a criação da diocese em 1973.
|                                                   | Nome                             | Período      | Notas                               |
| Bispos                                            | Bispos                           | Bispos       | Bispos                              |
| ------------------------------------------------- | -------------------------------- | ------------ | ----------------------------------- |
| 5º                                                | Víctor Alejandro Aguilar Ledesma | 2021 - atual |                                     |
| 4º                                                | Benjamín Castillo Plascencia     | 2010 - 2021  | Bispo emérito                       |
| 3º                                                | Lázaro Pérez Jiménez             | 2003 - 2009  | Faleceu no cargo                    |
| 2º                                                | Jesús Humberto Velázquez Garay   | 1988 - 2003  |                                     |
| 1º                                                | Victorino Alvarez Tena           | 1974 - 1987  | Faleceu no cargo                    |
| Outros padres dessa diocese que se tonaram bispos |                                  |              |                                     |
|                                                   | Gonzalo Alonso Calzada Guerrero  | 2012         | Nomeado bispo auxiliar de Antequera |